# Милош Радивојевић (фудбалер)
Милош Радивојевић (Београд, 5. априла 1990) српски је фудбалер који тренутно игра за РФК Нови Сад.

## Трофеји и награде
Синђелић Београд
- Српска лига Београд : 2012/13.[8]